# Lomas del Río Luján
Lomas del Rio Lujan é uma localidade do partido de Campana, da Província de Buenos Aires, na Argentina. Possui uma população estimada em 630 habitantes (INDEC 2001).